# Bazelevs
Bazelevs est une société de production de cinéma et de publicité russe, créée par le réalisateur Timour Bekmambetov, en 1994. Le terme Basileus (du grec ancien Βασιλεύς) signifie « Roi » ou « Souverain », utilisé pour désigner les souverains de la Grèce antique, d'Athènes, de Macédoine ou de Sparte.
La société remporte de nombreux prix lors de festivals nationaux ou internationaux de films de cinéma ou publicitaires : elle remporte, en 1994, le prix du Golden Drum Festival international de la publicité de la nouvelle Europe de Ljubljana, en 1995, le « Remi d'or » du Festival international du film de Houston, pour la campagne publicitaire « Bank Imperial », en 2005 le « Corbeau d'argent » du Festival international du film fantastique de Bruxelles pour Night Watch, et d'autres.
La division Infographie de Bazelevs est mondialement reconnue sur le marché. Elle se voit ainsi distinguée en 2009 par le mensuel britannique Empire, qui lui décerne l' « Empire Award » du meilleur film fantastique de l'année pour Wanted : Choisis ton destin, prix attribué par les lecteurs du magazine.
La division Distribution assure quant à elle la distribution des films.

## Distribution
Nombre des œuvres produites par la société remportent un vif succès auprès du public et des professionnels. Sorti à l'hiver 2010-2011, le film Nouvel An parvient à rassembler autant de spectateurs que toutes les productions russes durant les trois années précédentes. En février 2011, Fioritures, premier film du réalisateur Levan Gabriatze, remporte le « Taiga d'Or » au Festival international du premier film de Khanty-Mansiïsk.
À l'été 2010, la société de Timour Bekmambetov prend encore plus d'ampleur en assurant la production de The Darkest Hour, projet américain de la 20th Century Fox, New Regency et Summit Entertainment, et dont le tournage se déroule à Moscou.
En septembre 2011 sort sur les écrans une autre production Bazelevs, Apollo 18, du réalisateur espagnol Gonzalo López-Gallego. La même année, coiffant la double casquette de réalisateur et producteur, Timour Bekmambetov commence le tournage du film fantastique Abraham Lincoln, chasseur de vampires.
La société Bazelevs couvre le cycle complet de production cinématographique, attirant les meilleurs experts nationaux et internationaux, et proposant une large gamme de services : repérages pour les prises du film, casting des acteurs et figurants, supports logistiques en Russie et à l'étranger, post-production la plus complexe : montage, sonorisation, infographie, animation et effets spéciaux. Le savoir-faire de Bazelevs est particulièrement reconnu sur ce dernier aspect, les réalisations de Wanted : Choisis ton destin, Night Watch, Day Watch, L'Éclair noir, Nouvel An, Fioritures, pour ne citer qu'eux, en offrent un large aperçu.

## Films produits
- 2007 : L'Ironie du sort, la suite
- 2009 : Numéro 9
- 2010 : L'Éclair noir
- 2010 : Les sapins de Noël
- 2011 : Fioritures
- 2011 : Apollo 18
- 2011 : The Darkest Hour
- 2011 : Les sapins de Noël 2
- 2012 : Abraham Lincoln, chasseur de vampires
- 2014 : Unfriended
- 2016 : Hardcore Henry
- 2017 : The Spacewalker
- 2017 : The Current War : Les Pionniers de l'électricité
- 2018 : Profile
- 2025 : Mercy de Timur Bekmambetov
- 2025 : War of the Worlds de Rich Lee